# بندقوطيات الشكل
البندقوطيات (بالإنجليزية: Peramelemorphia)‏ هي رتبة من الجرابيات قارتة الغذاء تضم الجرذ الخنزيري والبيلبي. كل أفراد هذه الرتبة مستوطنون بجزيرة غينيا الجديدة، ومعظمها لها شكل الجرذ الخنزيري أو البندقوط، من حيث الأنف المُدبَّب قليلاً وشكل الجسد السَّمين المُقوَّس والآذان كبيرة الحجم. تتراوح أوزان هذه الحيوانات من 140 غرام إلى 4 كيلوغرامات.